# Mythica (serie de filme)
Mythica este o serie de filme de fantezie direct-pe-video produse de Arrowstorm Entertainment. Primul film Mythica: în căutarea eroilor a fost finanțat parțial printr-o campanie Kickstarter care a strâns 94.294 de dolari americani. Există șase filme în seria Mythica, toate produse și co-scrise de Jason Faller și Kynan Griffin. În filme, Melanie Stone interpretează rolul lui Marek, o sclavă evadată și magiciană în devenire, iar Kevin Sorbo interpretează rolul lui Gojun Pye, magicianul care o antrenează, în alte roluri apar Adam Johnson, Jake Stormoen și Nicola Posener, cei trei care echipă cu Marek în diverse misiuni.

## Seria de filme
1. Mythica: A Quest for Heroes (8 decembrie 2014) Mythica: în căutarea eroilor[2]
2. Mythica: The Darkspore (19 iunie 2015) Mythica: Puterea cristalului întunecat[5]
3. Mythica: The Necromancer (19 decembrie 2015) Mythica: magie neagră[6]
4. Mythica: The Iron Crown (14 mai 2016) Mythica: stăpânul coroanei[7]
5. Mythica: The Godslayer (17 decembrie 2016) Mythica: Tărâmul zeilor[8][9][10][11]
6. Mythica: Stormbound (31 ianuarie 2024)[12]

## Rezumat

### Mythica: În căutarea eroilor
Marek, o tânără magiciană aspirantă și sclavă, visează să scape de viața ei tristă și să trăiască aventuri incitante, în timp ce este învățată de vrăjitorul Gojun Pye. Când o întâlnește pe preoteasa Teela în taverna lui Hammerhead, care caută ajutor, Marek îi oferă asistență, fugind de stăpânul ei. În timp ce începe să-și folosească abilitățile magice și folosește o clemă pentru a o ajuta cu piciorul rănit, Marek formează o trupă pestriță, formată din ea însăși; Teela; Thane, care este un fost soldat/războinic și care a salvat-o pe Marek de un hărțuitor Peregus Malister; și Dagen, care este pe jumătate elf, hoț și afemeiat. Împreună, pleacă în căutarea surorii Teelei, care are o piatră misterioasă care a fost luată dintr-un templu al poporului Teelei și care a fost răpită de un căpcăun sălbatic și câțiva orci care doresc piatra pentru maestrul lor necromant, Sung Hill.

### Mythica: Puterea cristalului întunecat
După evenimentele din În căutarea eroilor, sora Teelei este ucisă de Kishkumen, un magician întunecat cu ochi galbeni, care fură și piatra misterioasă pe care o purta și vrea să o dea maestrului său Szorlok.
Între timp, vrăjitorul Gojun Pye îi spune lui Marek despre piatră: un fragment/ciob din cristalul întunecat Darkspore, o piesă care poate da o mare putere imensă, care a aparținut cândva Regelui Lich și care a fost găsită de Szorlok și adepții săi cu ani în urmă, împărțit în fragmente/cioburi, dar după ce s-a folosit de adepți pentru a reface cristalul Darkspore, a fost oprit de Gojun Pye și ceilalți vrăjitori, apoi vrăjitorii au împărțit piesa în patru fragmente/cioburi și le-au ascuns în lume (unul se afla la sora Teelei și oamenii ei, al doilea ciob era ascuns într-un bârlog al dragonului dintr-un oraș străvechi în ruine).
Gojun Pye îi mai spune lui Marek cine este ea: un necromant, la fel ca Szorlok, și de aceea Szorlok o dorește pe Marek alături de el, pentru potențiala putere pe care ar avea-o împreună. Această putere este, de asemenea, ceea ce Teela a simțit în filmul anterior, în timp ce încerca să vindece piciorul lui Marek și este, de asemenea, ceea ce ar arunca-o pe Marek în întuneric dacă nu este atentă când o folosește.
Marek și echipa ei trebuie să plece într-o călătorie în orașul în ruine ca să-l împiedice pe necromantul malefic Szorlok să obțină toate cioburile cristalului Darkspore, altfel totul va fi pierdut. Prin urmare, ei trebuie să găsească ciobul ascuns din orașul ruinat înaintea lui Kishkumen. Pe drum se întâlnesc cu Qole, un misterios războinic elf întunecat, cu fața marcată de desene ciudate, care îi permite să folosească nevătămat magia neagră, acesta se aliază cu Marek după ce ea îl salvează de zâne și sunt urmăriți și de Peregus Malister și forțele sale, care vrea să se răzbune pentru evenimentele din filmul anterior.

### Mythica: Magie neagră
Marek începe să controleze o magie mai avansată, antrenându-se cu Gojun Pye și primind un toiag magic de la el. Ea îl ajută să oprească câțiva orci care i-au întins o capcană, dar el îi amintește că trebuie să fie atentă la puterile ei de necromant care o pot duce în întuneric, pentru că luând forța vitală de la cineva i-ar fi greu să scape de magia neagră. El aduce detalii din trecut (pe care a început să le spună lui Marek în filmul anterior) și despre fosta sa echipă de vrăjitori și inamicul lor Szorlok: se numeau The Red Thorns, erau puternici și invincibili, invidia tărâmului, iar Szorlok dorea să-i oprească pe soldații Vitalieni invadatori, devenind Regele Lich și controlând astfel și hoardele de nemorți în creștere. Învingându-l pe Szorlok, unul dintre vrăjitori s-a sacrificat, ceea ce a dus la desființarea grupului și, de asemenea, la invazia realizată de soldații Vitalieni ca efect secundar. Pentru ca să devină ritualic Regele Lich, după adunarea celor patru cioburi din cristalul Darkspore, Szorlok va avea nevoie de alți necromanți, inclusiv de Marek, așa că trebuie să stea ascunsă pentru a nu fi găsită de Szorlok. Gojun Pye îi reamintește lui Marek că Szorlok are deja două cioburi din Darkspore.
Între timp, Marek și grupul ei sunt respectați în taverna lui Hammerhead, adoptă numele de Red Thorns, iar Thane se implică mai mult cu Teela. Când este luat ostatic de Peregus Malister, crudul maestru al Breslei Hoților care caută răzbunare pentru că a fost forțat să semneze pentru libertatea lui Marek, ea trebuie să se angajeze într-o misiune coruptă pentru a servi Breasla Hoților împreună cu echipa ei de potențiali eroi, recuperând niște ilystrium de la Eel (s-a dezvăluit mai târziu a fi Kelton) al cărui loc este cunoscut unui căpitan pe nume Purio, în timp ce se află în mijlocul unor creaturi numite gooches și, de asemenea, mai mulți golgoți, precum și demoni de peșteră.

### Mythica: Stăpânul coroanei
Când îndrăzneața tânără vrăjitoare Marek fură ultima bucată din atotputernicul cristal Darkspore, ea pornește într-o căutare disperată pentru a duce artefactul blestemat zeilor. Dar este prinsă într-o cursă a morții între o echipă nemiloasă de mercenari de elită și o trinitate de demoni.

### Mythica: Tărâmul zeilor
În timp ce legiunile de zombi ale Regelui Lich răvălesc lumea, Marek și Dagen pornesc într-o căutare pentru a obține o armă de la zei.

### Mythica: Stormbound
Povestea are loc la ceva timp după evenimentele din cel de-al cincilea film și introduce noi eroi și răufăcători.

## Distribuție
| Personaj                                  |                                 |                                 |                                 |                                 |                                 |                                 |
| Personaj                                  | Film                            | Film                            | Film                            | Film                            | Film                            | Film                            |
| Personaj                                  | În căutarea eroilor             | Puterea cristalului întunecat   | Magie neagră                    | Stăpânul coroanei               | Tărâmul zeilor                  | Stormbound                      |
| Personaj                                  | 2014                            | 2015                            | 2015                            | 2016                            | 2016                            | 2024                            |
| Introdus în În căutarea eroilor           | Introdus în În căutarea eroilor | Introdus în În căutarea eroilor | Introdus în În căutarea eroilor | Introdus în În căutarea eroilor | Introdus în În căutarea eroilor | Introdus în În căutarea eroilor |
| ----------------------------------------- | ------------------------------- | ------------------------------- | ------------------------------- | ------------------------------- | ------------------------------- | ------------------------------- |
| Thane                                     | Adam Johnson                    | Adam Johnson                    | Adam Johnson                    | Adam Johnson                    | Adam Johnson                    | Adam Johnson                    |
| Teela                                     | Nicola Posener                  | Nicola Posener                  | Nicola Posener                  | Nicola Posener                  | Nicola Posener                  | Nicola Posener                  |
| Marek                                     | Melanie Stone                   | Melanie Stone                   | Melanie Stone                   | Melanie Stone                   | Melanie Stone                   | Does not appear                 |
| Dagen                                     | Jake Stormoen⁠(d)                | Jake Stormoen⁠(d)                | Jake Stormoen⁠(d)                | Jake Stormoen⁠(d)                | Jake Stormoen⁠(d)                | Does not appear                 |
| Hammerhead                                | Christopher Robin Miller        | Christopher Robin Miller        | Christopher Robin Miller        | Christopher Robin Miller        | Christopher Robin Miller        | Does not appear                 |
| Gojun Pye                                 | Kevin Sorbo                     | Kevin Sorbo                     | Kevin Sorbo                     | Kevin Sorbo                     | Kevin Sorbo                     | Does not appear                 |
| Peregus Malister                          | Robert Jayne⁠(d)                 | Robert Jayne⁠(d)                 | Robert Jayne⁠(d)                 | Does not appear                 | Does not appear                 | Does not appear                 |
| Rawhead                                   | James Christian Morris          | James Christian Morris          | James Christian Morris          | Does not appear                 | Does not appear                 | Does not appear                 |
| Caeryn                                    | Natalie Devine Riskas           | Natalie Devine Riskas           | Does not appear                 | Does not appear                 | Does not appear                 | Does not appear                 |
| Vagamal                                   | Michael Flynn                   | Michael Flynn                   | Does not appear                 | Does not appear                 | Does not appear                 | Does not appear                 |
| Magistrate                                | Nyk Fry                         | Nyk Fry                         | Does not appear                 | Does not appear                 | Does not appear                 | Does not appear                 |
| Kishkumen                                 | Ryan Palmer                     | Ryan Palmer                     | Does not appear                 | Does not appear                 | Does not appear                 | Does not appear                 |
| Tersa                                     | Clare Niederpruem               | Clare Niederpruem               | Does not appear                 | Does not appear                 | Does not appear                 | Does not appear                 |
| Ana-Sett                                  | Lauren Spalding                 | Does not appear                 | Does not appear                 | Nicola Posener                  | Lauren Spalding                 | Does not appear                 |
| Egan "The Stranger"                       | Sebastian Barr                  | Does not appear                 | Does not appear                 | Does not appear                 | Does not appear                 | Will Kemp⁠(d)                    |
| Mekru Nom                                 | Kee Chan                        | Does not appear                 | Does not appear                 | Does not appear                 | Does not appear                 | Does not appear                 |
| Narne                                     | Angella Joy                     | Does not appear                 | Does not appear                 | Does not appear                 | Does not appear                 | Does not appear                 |
| Introdus în Puterea cristalului întunecat |                                 |                                 |                                 |                                 |                                 |                                 |
| Szorlok                                   | Does not appear                 | Matthew Mercer⁠(d)               | Matthew Mercer⁠(d)               | Matthew Mercer⁠(d)               | Matthew Mercer⁠(d)               | Matthew Mercer⁠(d)               |
| Qole                                      | Does not appear                 | Rocky Myers                     | Does not appear                 | Does not appear                 | Does not appear                 | Does not appear                 |
| Althalos                                  | Does not appear                 | Brogan Johnson                  | Does not appear                 | Does not appear                 | Does not appear                 | Does not appear                 |
| Embarr                                    | Does not appear                 | Larissa Beck                    | Does not appear                 | Does not appear                 | Does not appear                 | Does not appear                 |
| Introdus în Magie neagră                  |                                 |                                 |                                 |                                 |                                 |                                 |
| Betylla                                   | Does not appear                 | Does not appear                 | Philip Brodie⁠(d)                | Does not appear                 | Does not appear                 | Does not appear                 |
| The Eel                                   | Does not appear                 | Does not appear                 | Davey Morrison                  | Does not appear                 | Does not appear                 | Does not appear                 |
| Captain Purio                             | Does not appear                 | Does not appear                 | Geoff Hansen                    | Does not appear                 | Does not appear                 | Does not appear                 |
| Yuliya                                    | Does not appear                 | Does not appear                 | Evie Brodie                     | Does not appear                 | Does not appear                 | Does not appear                 |
| Introdus în Stăpânul coroanei             |                                 |                                 |                                 |                                 |                                 |                                 |
| Thorsten                                  | Does not appear                 | Does not appear                 | Does not appear                 | James Gaisford                  | Does not appear                 | Does not appear                 |
| Caia-Bekk                                 | Does not appear                 | Does not appear                 | Does not appear                 | Ash Santos⁠(d)                   | Does not appear                 | Does not appear                 |
| Rezzik                                    | Does not appear                 | Does not appear                 | Does not appear                 | Jasen Wade                      | Does not appear                 | Does not appear                 |
| Sergeant Lipschitz                        | Does not appear                 | Does not appear                 | Does not appear                 | Maclain Nelson                  | Does not appear                 | Does not appear                 |
| The Guardian                              | Does not appear                 | Does not appear                 | Does not appear                 | Chris Rueckert                  | Does not appear                 | Does not appear                 |
| Admiral Borlund Hess                      | Does not appear                 | Does not appear                 | Does not appear                 | Eve Mauro⁠(d)                    | Does not appear                 | Does not appear                 |
| Introdus în Tărâmul zeilor                |                                 |                                 |                                 |                                 |                                 |                                 |
| General Argus                             | Does not appear                 | Does not appear                 | Does not appear                 | Does not appear                 | Clint Vanderlinden              | Does not appear                 |
| General Roghar                            | Does not appear                 | Does not appear                 | Does not appear                 | Does not appear                 | James MartinTrenton JamesV      | Does not appear                 |
| Tek                                       | Does not appear                 | Does not appear                 | Does not appear                 | Does not appear                 | Kristian Nairn⁠(d)               | Does not appear                 |
| Introdus în Stormbound                    |                                 |                                 |                                 |                                 |                                 |                                 |
| Arlin                                     | Does not appear                 | Does not appear                 | Does not appear                 | Does not appear                 | Does not appear                 | Ryann Bailey                    |
| Leyaris                                   | Does not appear                 | Does not appear                 | Does not appear                 | Does not appear                 | Does not appear                 | Dave Martinez                   |
| Rhistel Kriswood                          | Does not appear                 | Does not appear                 | Does not appear                 | Does not appear                 | Does not appear                 | Paul Cartwright                 |
| Erid                                      | Does not appear                 | Does not appear                 | Does not appear                 | Does not appear                 | Does not appear                 | Nate Morley                     |
| Giblock                                   | Does not appear                 | Does not appear                 | Does not appear                 | Does not appear                 | Does not appear                 | Joe Abraham                     |
| Aymon Thadruck                            | Does not appear                 | Does not appear                 | Does not appear                 | Does not appear                 | Does not appear                 | Tod Huntington                  |
| Mahitable Crow                            | Does not appear                 | Does not appear                 | Does not appear                 | Does not appear                 | Does not appear                 | Barta Heiner                    |
| Resma                                     | Does not appear                 | Does not appear                 | Does not appear                 | Does not appear                 | Does not appear                 | Tatum Langton                   |